# El Funoun
 (mai 2024).
 (mai 2024).
La mise en forme du texte ne suit pas les recommandations de Wikipédia : il faut le « wikifier ».
Les points d'amélioration suivants sont les cas les plus fréquents. Le détail des points à revoir est peut-être précisé sur la page de discussion.
- Les titres sont pré-formatés par le logiciel. Ils ne sont ni en capitales, ni en gras.
- Le texte ne doit pas être écrit en capitales (les noms de famille non plus), ni en gras, ni en italique, ni en « petit »…
- Le gras n'est utilisé que pour surligner le titre de l'article dans l'introduction, une seule fois.
- L'italique est rarement utilisé : mots en langue étrangère, titres d'œuvres, noms de bateaux, etc.
- Les citations ne sont pas en italique mais en corps de texte normal. Elles sont entourées par des guillemets français : « et ».
- Les listes à puces sont à éviter, des paragraphes rédigés étant largement préférés. Les tableaux sont à réserver à la présentation de données structurées (résultats, etc.).
- Les appels de note de bas de page (petits chiffres en exposant, introduits par l'outil «  Source ») sont à placer entre la fin de phrase et le point final[comme ça].
- Les liens internes (vers d'autres articles de Wikipédia) sont à choisir avec parcimonie. Créez des liens vers des articles approfondissant le sujet. Les termes génériques sans rapport avec le sujet sont à éviter, ainsi que les répétitions de liens vers un même terme.
- Les liens externes sont à placer uniquement dans une section « Liens externes », à la fin de l'article. Ces liens sont à choisir avec parcimonie suivant les règles définies. Si un lien sert de source à l'article, son insertion dans le texte est à faire par les notes de bas de page.
- La présentation des références doit suivre les conventions bibliographiques. Il est recommandé d'utiliser les modèles {{Ouvrage}}, {{Chapitre}}, {{Article}}, {{Lien web}} et/ou {{Bibliographie}}. Le mode d'édition visuel peut mettre en forme automatiquement les références.
- Insérer une infobox (cadre d'informations à droite) n'est pas obligatoire pour parachever la mise en page.

Pour une aide détaillée, merci de consulter Aide:Wikification.
Si vous pensez que ces points ont été résolus, vous pouvez retirer ce bandeau et améliorer la mise en forme d'un autre article.
El Funoun (فرقة الفنون الشعبية الفلسطينية) est une compagnie de danse palestinienne créée en 1979. Elle est actuellement basée à Ramallah et a pour mission directe de « résister au génocide de leur peuple et de leur culture ». En 2021, la troupe de danse compte entre 50 et 230 membres bénévoles, hommes, femmes et enfants,,. Leurs membres sont musulmans et chrétiens. El Funoun se traduit par « L'Art »,.

## Objectif/mission
A travers la chorégraphie de leurs danses, ils visent à représenter les traditions arabo-palestiniennes. Tout en exécutant le dabke, une danse folklorique traditionnelle, ils chorégraphient également différents types de danse qui englobent également leur mission de partager leur vision de la danse palestinienne,. Leurs danses ont leurs racines dans les danses traditionnelles qui étaient historiquement exécutées lors des célébrations et des mariages et les adaptent au contexte actuel. Ils visent également à attirer le jeune public et, ce faisant, à introduire la culture palestinienne dans le présent et à la laisser évoluer. Ils visent à préserver et à s'impliquer dans l'histoire et les traditions palestiniennes à travers la danse, la chorégraphie et la performance,. Leur travail vise à préserver la culture palestinienne et à créer des espaces permettant aux Palestiniens de s'engager dans leur culture traditionnelle et de danser à travers des spectacles s'oppose à la suppression israélienne de l'expression palestinienne depuis la Nakba en 1948.

## Histoire
La première représentation d'El Funoun a eu lieu au Festival Dabke de l'Université de Birzeit en 1979. Depuis 1979, El Funoun s'est produit plus de 1 000 fois dans diverses salles et festivals, et a produit des spectacles mêlant danse folklorique traditionnelle palestinienne et danse contemporaine,. À l'origine, El Funoun était composé uniquement de danseurs masculins, mais en 1981, le groupe s'est ouvert aux danseuses, ce qui a suscité quelques critiques en raison de sa rupture avec les normes culturelles. Le groupe se concentrait à l'origine uniquement sur le dabke, mais s'est depuis élargi pour inclure d'autres styles de danse, ainsi que des spectacles mêlant chorégraphies traditionnelles et contemporaines,.
En 1986, El Funoun a créé la « Journée du folklore palestinien », une célébration annuelle qui a lieu chaque année le 7 octobre et est célébrée dans toute la Palestine. La troupe de danse a également joué un rôle déterminant dans la création du Centre des arts populaires (PAC) à Al-Bireh en Cisjordanie en 1987, qui vise à sensibiliser aux arts et à créer des opportunités pour les membres de la communauté de participer aux arts.
Au milieu des années 1990, la mission du groupe est passée de la préservation de l'identité culturelle palestinienne au développement d'une identité palestinienne contemporaine.
De 1992 à 1999, la troupe de danse El Funoun s'est produite au Festival international de Palestine. En 1997, la troupe de danse a reçu le Prix Palestine du folklore populaire.
En 1997, le groupe a mis en scène Zaghareed, qui faisait suite à un mariage palestinien moderne.
En 2004, le groupe collabore avec le groupe belge les Ballets C de la B.
En 2011, le groupe collabore avec le chorégraphe japonais Yoshiko Chuma. Une performance basée sur cette collaboration a été organisée à New York en 2012, avec la participation de deux membres de la troupe.

## Les performances
El Funoun est populaire en Palestine et lors de ses précédentes représentations, il avait réuni entre 1 000 et 3 000 personnes. Pendant la pandémie de COVID-19, ils ont réalisé des spectacles de danse virtuels.
El Funoun a joué et animé des ateliers à l'étranger, dans des endroits comme l'Irlande, Malte, et le Royaume-Uni. Ils ont effectué deux tournées aux États-Unis, en 2006 et en 2016.